# Elecciones al Parlamento de las Islas Baleares de 1999
Las Elecciones al Parlamento de las Islas Baleares de 1999 se celebraron día 13 de junio, junto con las elecciones municipales. 
Se afrontaban con el Partido Popular al Gobierno y las fuerzas de izquierda y UM al Consejo Insular de Mallorca, con la candidata de UM Maria Antònia Munar como presidenta de este.

## Resultados
A continuación se reflejan los resultados a nivel autonómico por cada una de las candidaturas presentadas.
| ← Elecciones al Parlamento de las Islas Baleares de 1999 →                                                                       |                                                             |                       |         |       |         |      |
| Presidente y gobierno | Partido                                                     | Candidato             | Votos   | %     | Escaños | +/-  |
| - Presidente: Francesc Antich - Gobierno: PSIB-PSOE-PSM-EN-EU- EV - Censo: - Votantes: - Abstención: - Válidos: - A candidatura: | Partido Popular (PP)                                        | Jaume Matas           | 159.929 | 44,77 | 28      | -2   |
| - Presidente: Francesc Antich - Gobierno: PSIB-PSOE-PSM-EN-EU- EV - Censo: - Votantes: - Abstención: - Válidos: - A candidatura: | Partit dels Socialistes de les Illes Balears (PSOE)         | Francesc Antich       | 80.194  | 22,45 | 13      | +1 a |
| - Presidente: Francesc Antich - Gobierno: PSIB-PSOE-PSM-EN-EU- EV - Censo: - Votantes: - Abstención: - Válidos: - A candidatura: | Pacte Progressista d'Eivissa (PACTE)                        | Pilar Costa           | 16.307  | 4,56  | 6       | +1 b |
| - Presidente: Francesc Antich - Gobierno: PSIB-PSOE-PSM-EN-EU- EV - Censo: - Votantes: - Abstención: - Válidos: - A candidatura: | PSM-Entesa Nacionalista (PSM-EN)                            | Pere Sampol           | 42.740  | 11,96 | 5       | -1   |
| - Presidente: Francesc Antich - Gobierno: PSIB-PSOE-PSM-EN-EU- EV - Censo: - Votantes: - Abstención: - Válidos: - A candidatura: | Unió Mallorquina (UM)                                       | Maria Antònia Munar   | 26.640  | 7,46  | 3       | +1   |
| - Presidente: Francesc Antich - Gobierno: PSIB-PSOE-PSM-EN-EU- EV - Censo: - Votantes: - Abstención: - Válidos: - A candidatura: | Esquerra Unida-Els Verds (EU-EV)                            | Eberhard Grosske      | 17.456  | 4,89  | 2       | = c  |
| - Presidente: Francesc Antich - Gobierno: PSIB-PSOE-PSM-EN-EU- EV - Censo: - Votantes: - Abstención: - Válidos: - A candidatura: | Esquerra de Menorca (EM-EU)                                 | Josep Ignaci Portella | 2.388   | 0,67  | 1       | = d  |
| - Presidente: Francesc Antich - Gobierno: PSIB-PSOE-PSM-EN-EU- EV - Censo: - Votantes: - Abstención: - Válidos: - A candidatura: | Coalició d'Organitzacions Progressistes de Formentera (COP) | Santiago Ferrer Costa | 1.529   | 0,43  | 1       | +1   |
| - Presidente: Francesc Antich - Gobierno: PSIB-PSOE-PSM-EN-EU- EV - Censo: - Votantes: - Abstención: - Válidos: - A candidatura: | Agrupación Social Independiente (ASI)                       |                       | 2.321   | 0,65  | 0       | =    |
| - Presidente: Francesc Antich - Gobierno: PSIB-PSOE-PSM-EN-EU- EV - Censo: - Votantes: - Abstención: - Válidos: - A candidatura: | Coalición del Pueblo Balear (CPB)                           |                       | 1.623   | 0,45  | 0       | =    |
| - Presidente: Francesc Antich - Gobierno: PSIB-PSOE-PSM-EN-EU- EV - Censo: - Votantes: - Abstención: - Válidos: - A candidatura: | Agrupació Independent Popular de Formentera (AIPF)          |                       | 1.102   | 0,31  | 0       | -1   |
| - Presidente: Francesc Antich - Gobierno: PSIB-PSOE-PSM-EN-EU- EV - Censo: - Votantes: - Abstención: - Válidos: - A candidatura: | Esquerra Republicana de Catalunya (ERC)                     |                       | 1.089   | 0,30  | 0       | =    |
| - Presidente: Francesc Antich - Gobierno: PSIB-PSOE-PSM-EN-EU- EV - Censo: - Votantes: - Abstención: - Válidos: - A candidatura: | Unión Cívica Pitiusa (UCP)                                  |                       | 962     | 0,27  | 0       | =    |
| - Presidente: Francesc Antich - Gobierno: PSIB-PSOE-PSM-EN-EU- EV - Censo: - Votantes: - Abstención: - Válidos: - A candidatura: | Los Verdes-Grupo Verde (LV-GV)                              |                       | 648     | 0,18  | 0       | =    |
| - Presidente: Francesc Antich - Gobierno: PSIB-PSOE-PSM-EN-EU- EV - Censo: - Votantes: - Abstención: - Válidos: - A candidatura: | Socialdemócratas para el Progreso (SDP)                     |                       | 628     | 0,18  | 0       | =    |
| - Presidente: Francesc Antich - Gobierno: PSIB-PSOE-PSM-EN-EU- EV - Censo: - Votantes: - Abstención: - Válidos: - A candidatura: | Esquerra Alternativa de les Illes Balears (EA)              |                       | 627     | 0,18  | 0       | =    |
| - Presidente: Francesc Antich - Gobierno: PSIB-PSOE-PSM-EN-EU- EV - Censo: - Votantes: - Abstención: - Válidos: - A candidatura: | Unión del Pueblo Balear (UPB)                               |                       | 568     | 0,16  | 0       | =    |
| - Presidente: Francesc Antich - Gobierno: PSIB-PSOE-PSM-EN-EU- EV - Censo: - Votantes: - Abstención: - Válidos: - A candidatura: | Coalició Treballadors per la Democracia (TD)                |                       | 471     | 0,13  | 0       | =    |
| - Presidente: Francesc Antich - Gobierno: PSIB-PSOE-PSM-EN-EU- EV - Censo: - Votantes: - Abstención: - Válidos: - A candidatura: | En blanco                                                   | N/A                   | 6.796   | 1,87  | N/A     | N/A  |
| - Presidente: Francesc Antich - Gobierno: PSIB-PSOE-PSM-EN-EU- EV - Censo: - Votantes: - Abstención: - Válidos: - A candidatura: | Nulos                                                       | N/A                   | 2.912   |       | N/A     | N/A  |

a Respecto a los diputados obtenidos por el PSOE en 1995 sin contar los obtenidos en Ibiza, donde en estas elecciones concurrió bajo la coalición PACTO Ibiza

b Respecto a los diputados obtenidos en Ibiza en 1995 por el PSOE y EV, los cuales concurren a estas elecciones en Ibiza bajo esta coalición

c Respecto a los obtenidos por EU y EV en Mallorca, ya que en Ibiza ambos partidos concurren bajo la coalición PACTO Ibiza y en Menorca ambos partidos se presentan por separado

c Respecto a los resultados obtenidos por EU en Menorca en 1995

## Resultados por circunscripciones

### Mallorca
| ← Elecciones al Parlamento de las Islas Baleares, Mallorca → |         |       |         |      |
| Circunscripción de Mallorca (33 escaños)                     |         |       |         |      |
| Partido                                                      | Votos   | %     | Escaños | Dif. |
| Partido Popular (PP)                                         | 130.815 | 44,46 | 16      | =    |
| Partido Socialista de las Islas Baleares-PSOE (PSIB-PSOE)    | 67.840  | 23,06 | 8       | =    |
| Partit Socialista de Mallorca (PSM-EN)                       | 39.509  | 13,43 | 4       | -1   |
| Unió Mallorquina (UM)                                        | 26.682  | 9,07  | 3       | +1   |
| Esquerra Unida-Els Verds (EU-EV)                             | 17.403  | 5,91  | 2       | =    |
| Agrupación Social Independiente (ASI)                        | 2.368   | 0,80  |         |      |
| Coalición del Pueblo Balear (CPB)                            | 1.643   | 0,56  |         |      |
| Esquerra Republicana de Catalunya (ERC)                      | 1.106   | 0,38  |         |      |
| Esquerra Alternativa de la Illes Balears (EAIB)              | 675     | 0,23  |         |      |
| Socialdemócratas para el Progreso (SDP)                      | 641     | 0,22  |         |      |
| Coalició Treballadors per la Democràcia (TPD)                | 473     | 0,16  |         |      |
| Votos en blanco                                              | 5.083   | 1,73  |         |      |

### Menorca
| ← Elecciones al Parlamento de les Illes Balears, Menorca → |        |       |         |      |
| Circunscripción de Menorca (12 escaños)                    |        |       |         |      |
| Partido                                                    | Votos  | %     | Escaños | Dif. |
| Partido Popular (PP)                                       | 13.287 | 40,33 | 6       | -1   |
| Partido Socialista de las Islas Baleares-PSOE (PSIB-PSOE)  | 12.487 | 37,90 | 5       | +1   |
| Partit Socialista de Menorca (PSM-EN)                      | 3.239  | 9,83  | 1       | =    |
| Esquerra de Menorca (EM-EU)                                | 2.390  | 7,25  | 1       | =    |
| Unión del Pueblo Balear (UPB)                              | 576    | 1,75  |         |      |
| Votos en blanco                                            | 966    | 2,93  |         |      |

### Ibiza
| ← Elecciones al Parlamento de las Islas Baleares, Ibiza → |        |       |         |      |
| Circunscripción de Ibiza (12 escaños)                     |        |       |         |      |
| Partido                                                   | Votos  | %     | Escaños | Dif. |
| Partido Popular (PP)                                      | 16.443 | 47,14 | 6       | -1   |
| Pacto Progresista de Ibiza (PACTO)                        | 16.161 | 46,33 | 6       | +1 a |
| Unión Cívica Pitiusa (UCP)                                | 954    | 2,73  |         |      |
| Los Verdes-Grupo Verde (LV-GV)                            | 643    | 1,84  |         |      |
| Votos en blanco                                           | 683    | 1,96  |         |      |

a En las elecciones de 1995 el PSIB-PSOE obtuvo 4 diputados y Els Verds 1.

### Formentera
| ← Elecciones al Parlamento de las Islas Baleares, Formentera → |       |       |         |      |
| Circunscripción de Formentera (1 escaño)                       |       |       |         |      |
| Partido                                                        | Votos | %     | Escaños | Dif. |
| Coalició d'Organitzacions Progressistes de Formentera (COP)    | 1.536 | 55,57 | 1       | +1   |
| Agrupació Independent Popular de Formentera (AIPF)             | 1.183 | 42,80 |         | -1   |
| Votos en blanco                                                | 45    | 1,63  |         |      |

| Candidato                   | Fecha                                                  | Voto  |    |    | UM | PSM-Entesa | EU-EV | Total |
| --------------------------- | ------------------------------------------------------ | ----- | -- | -- | -- | ---------- | ----- | ----- |
| Francesc Antich (PSIB-PSOE) | 4 de julio de 1999 Mayoría requerida: Absoluta (30/59) | Sí    |    | 23 | 3  | 3          | 1     | 30/59 |
| Francesc Antich (PSIB-PSOE) | 4 de julio de 1999 Mayoría requerida: Absoluta (30/59) | No    | 29 |    |    |            |       | 29/59 |
| Francesc Antich (PSIB-PSOE) | 4 de julio de 1999 Mayoría requerida: Absoluta (30/59) | Abst. |    |    |    |            |       | 0/59  |